# V-Dem Instituut
Het V-Dem Instituut (V-Dem staat voor Variëteiten van Democratie) is een onafhankelijk onderzoeksinstituut aan de faculteit politieke wetenschappen van de Universiteit van Göteborg  dat zich toelegt op het conceptualiseren en meten van democratie, via het zogeheten V-Dem Project. Het hanteert hierbij zeven sleutelprincipes voor democratie: electoraal, liberaal, participatief, deliberatief, egalitair, meerderheids- en consensueel. Het legt de nadruk op het concept van ‘ soevereiniteit (heerschappij) van het volk ’. 

## Democracy Report
Het V-Dem Instituut publiceert jaarlijks in maart het Democracy Report. Hierin wordt de staat van de democratie in de wereld beschreven. De nadruk ligt daarbij op democratisering en autocratisering .   Het verslag zelf, de dataset, wetenschappelijke artikelen en werkdocumenten kunnen gratis worden gedownload op de website van het instituut, waar ook interactieve grafische hulpmiddelen beschikbaar zijn. 